# قبر بشت بنجة بدر
قبر بشت بنجة بدر (بالفارسية: مزار پشت پنجه پدر) أو ضريح ملا محمد مغربي (بالفارسية: آرامگاه ملامحمد مغربی) هو قبر تاريخي يعود إلى السلالة الصفوية، ويقع في بشت بنجة، مقاطعة كوهسرخ.